# Barbula mucronifolia
Barbula mucronifolia là một loài rêu trong họ Pottiaceae. Loài này được (Schwägr.) Garov. mô tả khoa học đầu tiên năm 1840.